# جون أوليفر كريتون
جون أوليفر كريتون (بالإنجليزية: John Oliver Creighton)‏ (و. 1943 – م) هو ضابط، ورائد فضاء من الولايات المتحدة الأمريكية . ولد في أورانج، تكساس .
وهو عضو في الحزب الجمهوري .

## ريادة الفضاء
شارك في المهمات الفضائية:
- إس تي إس-51-جي
- إس تي إس-36
- إس تي إس-48

## التعليم
تعلم في جامعة جورج واشنطن

## الخدمة العسكرية
خدم في بحرية الولايات المتحدة.

## جوائز
حصل على جوائز منها:
- جائزة الشجاعة طيران
- وسام جوقة الشرف
- وسام الجو
- وسام "العمل الشجاع في الحرب الوطنية العظمى 1941-1945
- وسام الاستحقاق.